# Robert Surtees
Robert Surtees (Covington, 8 de setembro de 1906 — Monterey, 5 de janeiro de 1985) é um diretor de fotografia estadunidense. Venceu o Oscar de melhor fotografia em três ocasiões: por King Solomon's Mines, The Bad and the Beautiful e Ben-Hur.